# Liste des records collectifs de la NFL
Voici une liste des records collectifs les plus significatifs de la Ligue nationale de football (NFL).

## Bilans
- Plus grand nombre de Super Bowls gagnés : 6 par les Steelers de Pittsburgh, 6 par les Patriots de la Nouvelle-Angleterre
- Plus grand nombre d'apparitions au Super Bowl : 10 par les Patriots de la Nouvelle-Angleterre
- Plus grand nombre de titres gagnés : 13 par les Green Bay Packers (1929-1931, 1936, 1939, 1944, 1961-1962, 1965-1967, 1996, 2010)
- Plus grand nombre de titres consécutifs gagnés : 3 par les Green Bay Packers (1929-1931 et 1965-1967)
- Plus grand nombre de titres de division gagnés : 23 par les New York Giants (1927, 1933-1935, 1938-1939, 1941, 1944, 1946, 1956, 1958-1959, 1961-1963, 1986, 1989-1990, 2000, 2005, 2008, 2010)
- Plus grand nombre de titres consécutifs de division gagnés : 7 par les Los Angeles Rams (1973-1979)
- Plus grande remontée au score lors d'un match NFL : 32 points par les Bills de Buffalo- match de wild card  dénommé The Comeback joué le 3 janvier 1993 à Buffalo et gagné 41-38 par les Bills contre les Oilers[1].
- Plus grande remontée au score lors d'un match de saison régulière : 28 points par les 49ers - match joué le 7 décembre 1980 à San Francisco contre les Saints de La Nouvelle-Orléans gagné en prolongation 38 à 35 par les 49ers[1].
- Plus grande remontée au score lors d'un match de série éliminatoire : 32 points par les Bills de Buffalo- match de wild card  dénommé The Comeback joué le 3 janvier 1993 à Buffalo et gagné 41-38 par les Bills contre les Oilers[1].

### Victoires
- Plus grand nombre de matchs consécutifs gagnés (play off inclus) : 21 par les New England Patriots (2004-2005)
- Plus grand nombre de matchs consécutifs gagnés (saison régulière seulement) : 23 par les Indianapolis Colts (2008-2009).
- Plus grand nombre de matchs consécutifs sans défaite : 25 par les Canton Bulldogs (22 victoires et 3 nuls entre 1921 et 1923)
- Plus grand nombre de matchs gagnés en une saison régulière : 16 par les New England Patriots (2007)
- Meilleur pourcentage de victoires en une saison régulière : 100 % par les Miami Dolphins (1972 avec 14 victoires), New England Patriots (2007 avec 16 victoires)
- Plus grand nombre de matchs consécutifs gagnés en une saison : 18 par les New England Patriots (2007)
- Plus grand nombre de matchs consécutifs à domicile remportés : 27 par les Miami Dolphins (1971-1974)
- Plus grand nombre de matchs consécutifs à domicile sans défaite : 30 par les Green Bay Packers (27 victoires et 3 nuls entre 1928 et 1933)
- Plus grand nombre de matchs consécutifs à l'extérieur remportés : 18 par les San Francisco 49ers (1988-1990)
- Plus grand nombre de matchs consécutifs à l'extérieur sans défaite : 18 par les San Francisco 49ers (1988-1990)
- Plus grand nombre de matchs sans encaisser de point en une saison : 10 par les Pottsville Maroons (1926) et les New York Giants (1927)
- Plus grand nombre de matchs consécutifs sans encaisser de point : 13 par les Akron Pros (1920-1921)

### Défaites
- Plus grand nombre de matchs consécutifs perdus : 26 par les Tampa Bay Buccaneers (1976-1977)
- Plus grand nombre de matchs consécutifs sans victoire : 26 par les Tampa Bay Buccaneers (1976-1977)
- Plus grand nombre de matchs perdus en une saison : 16 par Detroit Lions (2008), Cleveland Browns (2017)
- Plus grand nombre de matchs consécutifs perdus en une saison : 16 par les Detroit Lions (2008), Cleveland Browns (2017)
- Plus grand nombre de matchs à domicile perdus consécutivement : 14 par les Dallas Cowboys (1988-1989)
- Plus grand nombre de matchs à l'extérieur perdus consécutivement : 23 par les Houston Oilers (1981-1984)
- Plus grand nombre de matchs sans inscrire le moindre point en une saison : 8 par les Frankford Yellow Jackets (1927) et les Brooklyn Dodgers (1931)
- Plus grand nombre de matchs consécutifs sans inscrire le moindre point : 8 par les Rochester Jeffersons (1922-1924)
- Plus grand nombre de matchs nuls en une saison : 6 par les Chicago Bears (1932)
- Plus grand nombre de matchs nuls consécutifs : 3 par les Chicago Bears (1932)

## Points marqués
- Plus grand nombre de saisons en tant que meilleur marqueur : 10 par les Chicago Bears (1932,1934-1935,1939,1941-1943,1946-1947,1956)
- Plus grand nombre de saisons consécutives en tant que meilleur marqueur : 4 par les San Francisco 49ers (1992-1996)
- Plus grand nombre de points marqués en une saison : 606 par les Denver Broncos (2013)
- Plus petit nombre de points marqués en une saison : 37 par les Cincinnati Reds/Saint-Louis Gunners (1934)
- Plus grand nombre de points en un match : 73 par les Chicago Bears contre les Washington Redskins (9 décembre 1940)
- Plus grand nombre total de points en un match : 113 par les Washington Redskins (72) et les New York Giants (41) le 27 novembre 1966
- Plus grand nombre de points marqués sans encaisser de point en un match : 73 par les Chicago Bears contre les Washington Redskins (9 décembre 1940)
- Plus petit nombre de points marqués sans encaisser de point en un match : 2 par les Green Bay Packers contre les Chicago Bears (deux fois : 16 octobre 1932 et aussi 18 septembre 1938)
- Plus grand nombre de points remontés au score pour une victoire : 32 par les Buffalo Bills contre les Houston Oilers (3 janvier 1993)
- Plus grand nombre de points remontés au score pour égaliser : 31 par les Denver Broncos contre les Buffalo Bills (27 novembre 1960)
- Plus grand nombre de points en une mi-temps : 49 par les Green Bay Packers contre les Tampa Bay Buccaneers (2 octobre 1983 ; 1re mi-temps) et les Chicago Bears contre les Philadelphia Eagles (30 novembre 1941 ; 2e mi-temps)
- Plus grand nombre total de points marqués en 1re mi-temps : 70 par les Houston Oilers (35) et les Oakland Raiders (35) (22 décembre 1963)
- Plus grand nombre total de points marqués en 2e mi-temps : 65 par les Washington Redskins (38) et les New York Giants (27) (27 novembre 1966)
- Plus grand nombre de point en un quart-temps : 41 par les Green Bay Packers contre les Detroit Lions (2e quart-temps) (7 octobre 1945) et les Los Angeles Rams contre les Detroit Lions (3e quart-temps) (29 octobre 1950)
- Plus grand nombre total de points en un quart-temps : 49 par les Oakland Raiders (28) et les Houston Oilers (21) (2e quart-temps) (22 décembre 1963)
- Plus grand nombre de matchs consécutifs en marquant au moins un point : 370 par les San Francisco 49ers (1977-2006)

### Touchdowns
- Plus grand nombre de saisons en étant meilleur marqueur de touchdown : 13 par les Chicago Bears (1932,1934-1935,1939,1941-1944,1946-1948,1956,1965)
- Plus grand nombre de saisons consécutives en étant meilleur marqueur de touchdown : 4 par les Chicago Bears (1941-1944), les Los Angeles Rams (1949-1952) et les San Francisco 49ers (1992-95)
- Plus grand nombre de touchdowns marqués en une saison : 76 par les Denver Broncos (2013)
- Plus petit nombre de touchdowns marqués en une saison : 3 par les Cincinnati Reds (1933)
- Plus grand nombre de touchdwons marqués en un match : 10 par les Philadelphia Eagles contre les Cincinnati Reds (6 novembre 1934), les Los Angeles Rams contre les Baltimore Colts (22 octobre 1950) et les Washington Redskins contre les New York Giants (27 novembre 1966)
- Plus grand nombre total de touchdwons marqués en un match : 16 par les Washington Redskins (10) et les New York Giants (6) (27 novembre 1966)
- Plus grand nombre de matchs consécutifs en marquant au moins un touchdown : 166 par les Cleveland Browns (1957-69)

### Conversions de touchdown
- Plus grand nombre de conversions à un point en une saison : 75 par les Denver Broncos (2013)
- Plus petit nombre de conversions à un point en une saison : 2 par les Chicago Cardinals (1933)
- Plus grand nombre de conversions à un point en un match : 10 par les Los Angeles Rams contre les Baltimore Colts (22 octobre 1950)
- Plus grand nombre total de conversions à un point en un match : 14 par les Chicago Cardinals (9), les New York Giants (5) (17 octobre 1948), les Houston Oilers (7), les Oakland Raiders(7) (22 décembre 1963), les Washington Redskins(9)et les New York Giants (5) (27 novembre 1966)
- Plus grand nombre de conversions à deux points en une saison : 6 par les Miami Dolphins (1994) et les Minnesota Vikings (1997)
- Plus grand nombre de conversions à deux points en un match : 4 par les Saint-Louis Rams contre les Atlanta Falcons (15 octobre 2000)
- Plus grand nombre total de conversions à deux points en un match : 5 par les Baltimore Ravens (3) et les New England Patriots (2) (6 octobre 1996)

### Field Goals
- Plus grand nombre de saisons en tant que meilleur marqueur de field goals : 11 par les Green Bay Packers (1935-1936,1940-1943,1946-1947,1955,1972,1974)
- Plus grand nombre de saisons consécutives en tant que meilleur marqueur de field goals : 4 par les Green Bay Packers (1940-1943)
- Plus grand nombre de field goals tentés en une saison : 49 par les Los Angeles Rams (1966) et les Washington Redskins (1971)
- Plus petit nombre de field goals tentés en une saison : 0 par les Chicago Bears (1944)
- Plus grand nombre de field goals tentés en un match : 8 par les Pittsburgh Steelers contre les Saint-Louis Cardinals (2 décembre 1962), les Detroit Lions contre les Minnesota Vikings (13 novembre 1966) et les New York Jets contre les Buffalo Bills (3 novembre 1968)
- Plus grand nombre de field goals réussis en une saison : 39 par les Miami Dolphins (1999)
- Plus petit nombre de field goals réussis en une saison : 0 par dix équipes
- Plus grand nombre de field goals réussis en un match : 7 par les Saint-Louis Cardinals contre les Pittsburgh Steelers (24 septembre 1967), les Minnesota Vikings contre les Los Angeles Rams (5 novembre 1989 après prolongations) et les Dallas Cowboys contre les Green Bay Packers (18 novembre 1996)
- Plus grand nombre de matchs consécutifs en marquant au moins un field goal : 38 par les Baltimore Ravens (1999-2001)

### Safeties
- Plus grand nombre de safetis en une saison : 4 par les Cleveland Bulldogs (1927), les Detroit Lions (1962), les Seattle Seahawks (1993), les San Francisco 49ers (1996) et les Tennessee Titans (1999)
- Plus grand nombre de safeties en un match : 3 par les Los Angeles Rams contre les New York Giants (30 septembre 1984)

## Attaque

### Total
- Plus grand nombre de saisons en tant que leader au niveau des yards gagnés : 12 par les Chicago Bears (1932,1934-1935,1939,1941-1944,1947,1949,1955-1956)
- Plus grand nombre de saisons consécutives en tant que leader au niveau des yards gagnés : 4 par les Chicago Bears (1941-1944) et les San Diego Chargers (1980-1983)
- Plus grand nombre de yards gagnés en une saison : 7 317 par les Denver Broncos (2013)
- Plus petit nombre de yards gagnés en une saison : 1 150 par les Cincinnati Reds (1933)
- Plus grand nombre de yards gagnés en un match : 735 par les Los Angeles Rams contre les New York Yanks (28 septembre 1951)
- Plus petit nombre de yards gagnés en un match : -7 par les Seattle Seahawks contre les Los Angeles Rams (4 novembre 1979)
- Plus grand nombre de yards gagnés au total en un match : 1 133 par les Los Angeles Rams (636) et les New York Yanks (497) (19 novembre 1950)
- Plus petit nombre total de yards gagnés au total en un match : 30 par les Chicago Cardinals (14) et les Detroit Lions (16) (15 septembre 1940)
- Plus grand nombre de matchs consécutifs à plus de 400 yards : 11 par les San Diego Chargers (1982-1983)
- Plus grand nombre de matchs consécutifs à plus de 300 yards : 30 par les Minnesota Vikings (1999-2000)

### Jeu de passe
- Plus grand nombre de passes tentées en une saison : 709 par les Minnesota Vikings (1981)
- Plus petit nombre de passes tentées en une saison : 102 par les Cincinnati Reds (1933)
- Plus grand nombre de passes tentées en un match : 70 par les New England Patriots contre les Minnesota Vikings (13 novembre 1994)
- Plus grand nombre de passes réussies en une saison : 432 par les San Francisco 49ers (1995)
- Plus petit nombre de passes réussies en une saison : 25 par les Cincinnati Reds (1933)
- Plus grand nombre de passes réussies en un match : 45 par les New England Patriots contre les Minnesota Vikings (13 novembre 1994)
- Plus grand nombre de saisons en tant que leader au niveau des yards lancés : 10 par les San Diego Chargers (1965,1968,1971,1978-1983,1985)
- Plus grand nombre de saisons consécutives en tant que leader au niveau des yards lancés : 6 par les San Diego Chargers (1978-1983)
- Plus grand nombre de yards gagnés à la passe en une saison : 5 572 par les Denver Broncos (2013)
- Plus petit nombre de yards gagnés à la passe en une saison : 302 par les Chicago Cardinals (1934)
- Plus grand nombre de yards gagnés à la passe en un match : 554 par les Los Angeles Rams contre les New York Yanks (28 septembre 1951)
- Plus petit nombre de yards gagnés à la passe en un match : -53 par les Denver Broncos contre les Oakland Raiders (10 septembre 1967)
- Plus grand nombre de saisons en tant que leader au niveau du plus faible nombre de sacks encaissés : 10 par les Miami Dolphins (1973,1982-1990)
- Plus grand nombre de saisons consécutives en tant que leader au niveau du plus faible nombre de sacks encaissés : 9 par les Miami Dolphins (1982-1990)
- Plus grand nombre de sacks encaissés en une saison : 104 par les Philadelphia Eagles (1986)
- Plus petit nombre de sacks encaissés en une saison : 7 par les Miami Dolphins (1988)
- Plus grand nombre de sacks encaissés en un match : 12 par les Pittsburgh Steelers contre les Dallas Cowboys (20 novembre 1966), les Baltimore Colts contre les Saint-Louis Cardinals (26 octobre 1980), les Detroit Lions contre les Chicago Bears (16 décembre 1984) et les Houston Oilers contre les Dallas Cowboys (29 septembre 1985)
- Plus grand nombre de touchdowns sur passe en une saison : 49 par les Miami Dolphins (1984)
- Plus petit nombre de touchdowns sur passe en une saison : 0 par les Cincinnati Reds (1933) et les Pittsburgh Steelers (1945)
- Plus grand nombre de touchdowns sur passe en un match : 7 par sept équipes
- Plus grand nombre de touchdowns sur passe au total en un match : 12 par les New Orleans Saints (6) et les Saint-Louis Cardinals (6) (2 novembre 1969)

### Jeu de course
- Plus grand nombre de saisons en tant que leader au niveau des yards gagnés à la course : 16 par les Chicago Bears (1932, 1934-1935, 1939-1942, 1951, 1955-1956, 1968, 1977, 1983-1986)
- Plus grand nombre de saisons consécutives en tant que leader au niveau des yards gagnés à la course : 4 par les Chicago Bears (1939-1942)
- Plus grand nombre de courses tentées en une saison : 681 par les Oakland Raiders (1977)
- Plus petit nombre de courses tentées en une saison : 211 par les Philadelphia Eagles (1982)
- Plus grand nombre de courses tentées en un match : 72 par les Chicago Bears contre les Brooklyn Dodgers (20 octobre 1935)
- Plus petit nombre de courses tentées en un match : 6 par les Chicago Cardinals contre les Boston Redskins (29 octobre 1933) et les New England Patriots contre les Pittsburgh Steelers (31 octobre 2004)
- Plus grand nombre de yards gagnés à la course en une saison : 3 165 par les New England Patriots (1978)
- Plus petit nombre de yards gagnés à la course en une saison : 298 par les Philadelphia Eagles (1940)
- Plus grand nombre de yards gagnés à la course en un match : 426 par les Detroit Lions contre les Pittsburgh Steelers (4 novembre 1934)
- Plus petit nombre de yards gagnés à la course en un match : -53 par les Detroit Lions contre les Chicago Cardinals (17 octobre 1943)
- Meilleure moyenne de yards gagnés par course en une saison : 5,74 par les Cleveland Browns (1963)
- Plus mauvaise moyenne de yards gagnés par course en une saison : 0,94 par les Philadelphia Eagles (1940)
- Plus grand nombre de touchdowns à la course en une saison : 36 par les Green Bay Packers (1962)
- Plus petit nombre de touchdowns à la course en une saison : 1 par les Brooklyn Dodgers (1934)
- Plus grand nombre de touchdowns à la course en un match : 9 par les Rock Island Independents contre les Evansville Crimson Giants (15 octobre 1922) et les Racine Legion contre les Louisville Brecks (5 novembre 1922)

## Défense

### Points concédés
- Plus grand nombre de saisons en tant qu'équipe encaissant le moins de points : 11 par les New York Giants (1927,1935,1938-1939,1941,1958-1959,1961,1990,1993)
- Plus grand nombre de saisons consécutives en tant qu'équipe encaissant le moins de points : 5 par les Cleveland Browns (1953-1957)
- Plus petit nombre de points concédés en une saison : 44 par les Chicago Bears (1932)
- Plus petit nombre de points concédés en une saison (saison de 14 matchs) : 129 par les Atlanta Falcons (1977)
- Plus petit nombre de points concédés en une saison (saison de 16 matchs) : 165 par les Baltimore Ravens (2000)
- Plus grand nombre de points concédés en une saison : 533 par les Baltimore Colts (1981)

### Yards concédés
- Plus grand nombre de saisons en tant qu'équipe concédant le moins de yards : 8 par les Chicago Bears (1942-1943,1948,1958,1963,1984-1986)
- Plus grand nombre de saisons consécutives en tant qu'équipe concédant le moins de yards : 3 par les Boston/Washington Redskins (1935-1937) et les Chicago Bears (1984-1986)
- Plus petit nombre de yards concédés en une saison : 1 539 par les Chicago Cardinals (1934)
- Plus grand nombre de yards concédés en une saison : 6 793 par les Baltimore Colts (1981)
- Plus grand nombre de saisons en tant qu'équipe concédant le moins de yards contre la course : 10 par les Chicago Bears (1937, 1939, 1942, 1949, 1963, 1984-1985, 1987-1988)
- Plus grand nombre de saisons consécutives en tant qu'équipe concédant le moins de yards contre la course : 4 par les Dallas Cowboys (1966-1969)
- Plus petit nombre de yards concédés contre la course en une saison : 519 par les Chicago Bears (1942)
- Plus grand nombre de yards concédés contre la course en une saison : 3 228 par les Buffalo Bills (1978)
- Plus grand nombre de saisons en tant qu'équipe concédant le moins de yards contre la passe : 9 par les Green Bay Packers (1947-1948, 1962, 1964-1968, 1996)
- Plus grand nombre de saisons consécutives en tant qu'équipe concédant le moins de yards contre la passe : 5 par les Green Bay Packers (1964-1968)
- Plus petit nombre de yards concédés contre la passe en une saison : 545 par les Philadelphia Eagles (1934)
- Plus grand nombre de yards concédés contre la passe en une saison : 4 541 par les Atlanta Falcons (1995)

### Touchdowns concédés
- Plus petit nombre de touchdowns concédés en une saison : 6 par les Chicago Bears (1932) et les Brooklyn Dodgers (1933)
- Plus grand nombre de touchdowns concédés en une saison : 68 par les Baltimore Colts (1981)
- Plus petit nombre de touchdowns concédés contre la course en une saison : 2 par les Detroit Lions (1934), les Dallas Cowboys (1968) et les Minnesota Vikings (1971)
- Plus grand nombre de touchdowns concédés contre la course en une saison : 36 par les Oakland Raiders (1961)
- Plus petit nombre de touchdowns concédés contre la passe en une saison : 1 par les Portsmouth Spartans (1932) et les Philadelphia Eagles (1934)
- Plus grand nombre de touchdowns concédés contre la passe en une saison : 40 par les Denver Broncos (1963)

### Sacks
- Plus grand nombre de saisons en tant qu'équipe réalisant le plus de sacks : 5 par les Los Angeles/Oakland Raiders (1966-1968,1982,1986)
- Plus grand nombre de saisons consécutives en tant qu'équipe réalisant le plus de sacks : 3 par les Oakland Raiders (1966-1968)
- Plus grand nombre de sacks en une saison : 72 par les Chicago Bears (1984)
- Plus petit nombre de sacks en une saison : 11 par les Baltimore Colts (1982)
- Plus grand nombre de sacks en un match : 12 par les Dallas Cowboys contre les Pittsburgh Steelers (20 novembre 1966), les Saint-Louis Cardinals contre les Baltimore Colts (26 octobre 1980), les Chicago Bears contre les Detroit Lions (16 décembre 1984) et les Dallas Cowboys contre les Houston Oilers (29 septembre 1985)
- Plus grand nombre de yards gagnés par les sacks en une saison : 666 par les Oakland Raiders (1967)
- Plus petit nombre de yards gagnés par les sacks en une saison : 72 par les Jacksonville Jaguars (1995)

### Fumbles
- Plus grand nombre de fumbles en une saison : 56 par les Chicago Bears (1938) et les San Francisco 49ers (1978)
- Plus petit nombre de fumbles en une saison : 8 par les Cleveland Browns (1959)
- Plus grand nombre de fumbles en un match : 10 par les Phil-Pitt Steagles contre les New York Giants (9 octobre 1943), les Detroit Lions contre les Minnesota Vikings (12 novembre 1967), les Kansas City Chiefs contre les Houston Oilers (12 octobre 1969) et les San Francisco 49ers contre les Detroit Lions (17 décembre 1978)
- Plus grand nombre de propres fumbles non récupérés en une saison : 36 par les Chicago Cardinals (1959)
- Plus petit nombre de propres fumbles non récupérés en une saison : 3 par les Philadelphia Eagles (1938) et les Minnesota Vikings (1980)
- Plus grand nombre de propres fumbles non récupérés en un match : 8 par les Saint-Louis Cardinals contre les Washington Redskins (25 octobre 1976) et les Cleveland Browns contre les Pittsburgh Steelers (23 décembre 1990)
- Plus grand nombre de propres fumbles récupérés en une saison : 37 par les Chicago Bears (1938)
- Plus petit nombre de propres fumbles récupérés en une saison : 2 par les Washington Redskins (1958) et les Miami Dolphins (2000)
- Plus petit nombre de fumbles adverses provoqués en une saison : 11 par les Cleveland Browns (1956), les Baltimore Colts (1982) et les Tennessee Oilers (1998)
- Plus grand nombre de fumbles adverses provoqués en une saison : 50 par les Minnesota Vikings (1963) et les San Francisco 49ers (1978)
- Plus grand nombre de fumbles adverses récupérés en une saison : 31 par les Minnesota Vikings (1963)
- Plus petit nombre de fumbles adverses récupérés en une saison : 3 par les Los Angeles Rams (1974) et les Green Bay Packers (1995)
- Plus grand nombre de fumbles adverses récupérés en un match : 8 par les Washington Redskins contre les Saint-Louis Cardinals (25 octobre 1976) et les Pittsburgh Steelers contre les Cleveland Browns (23 décembre 1990)

### Interceptions
- Plus grand nombre de saisons en tant qu'équipe interceptant le plus de ballons : 10 par les New York Giants (1933,1937-1939,1944,1948,1951,1954,1961,1997)
- Plus grand nombre de saisons consécutives en tant qu'équipe interceptant le plus de ballons : 5 par les Kansas City Chiefs (1966-1970)
- Plus grand nombre de passes interceptées en une saison : 49 par les San Diego Chargers (1961)
- Plus petit nombre de passes interceptées en une saison : 3 par les Houston Oilers (1961)
- Plus grand nombre de passes interceptées en un match : 9 par les Green Bay Packers contre les Detroit Lions (24 octobre 1943) et les Philadelphia Eagles contre les Pittsburgh Steelers (12 décembre 1965)
- Plus grand nombre de matchs consécutifs en interceptant au moins une fois le ballon : 46 par les Los Angeles/San Diego Chargers (1960-1963)
- Plus grand nombre de yards retournés sur interception en une saison : 929 par les San Diego Chargers (1961)
- Plus petit nombre de yards retournés sur interception en une saison : 5 par les Los Angeles Rams (1959)
- Plus grand nombre de yards retournés sur interception en un match : 325 par les Seattle Seahawks contre les Kansas City Chiefs (4 novembre 1984)
- Plus grand nombre de touchdowns marqués sur interception en une saison : 9 par les San Diego Chargers (1961)
- Plus grand nombre de touchdowns marqués sur interception en un match : 4 par les Seattle Seahawks contre les Kansas City Chiefs (4 novembre 1984)

### Total des pertes de balles
- Plus grand nombre de pertes de balles en une saison : 63 par les San Francisco 49ers (1978)
- Plus petit nombre de pertes de balles en une saison : 12 par les Kansas City Chiefs (1982)
- Plus grand nombre de pertes de balles en un match : 12 par les Detroit Lions contre les Chicago Bears (22 novembre 1942), les Chicago Cardinals contre les Philadelphia Eagles (24 septembre 1950) et les Pittsburgh Steelers contre les Philadelphia Eagles (12 décembre 1965)
- Plus petit nombre de ballons récupérés en une saison : 11 par les Baltimore Colts (1982)
- Plus grand nombre de ballons récupérés en une saison : 66 par les San Diego Chargers (1961)
- Plus grand nombre de ballons récupérés en un match : 12 par les Chicago Bears contre les Detroit Lions (22 novembre 1942), les Philadelphia Eagles contre les Chicago Cardinals (24 septembre 1950) et les Philadelphia Eagles contre les Pittsburgh Steelers (12 décembre 1965)

## Équipes spéciales

### Dégagement
- Plus grand nombre de coups de pied de dégagement effectués en une saison : 114 par les Chicago Bears (1981)
- Plus petit nombre de coups de pied de dégagement effectués en une saison : 23 par les San Diego Chargers (1982)
- Plus grand nombre de coups de pied de dégagement effectués en un match : 17 par les Chicago Bears contre les Green Bay Packers (22 octobre 1933) et les Cincinnati Reds contre les Pittsburgh Steelers (22 octobre 1933)
- Plus petit nombre de yards concédés sur retour de dégagement en une saison : 22 par les Green Bay Packers (1967)
- Plus grand nombre de yards concédés sur retour de dégagement en une saison : 932 par les Green Bay Packers (1949)
- Plus grand nombre de touchdowns concédés sur retour de dégagement en une saison : 4 par les New York Giants (1959) et les Atlanta Falcons (1992)

### Retours de dégagement
- Plus grand nombre de retours de dégagement effectués en une saison : 71 par les Pittsburgh Steelers (1976), les Tampa Bay Buccaneers (1979) et les Los Angeles Raiders (1985)
- Plus petit nombre de retours de dégagement effectués en une saison : 12 par les Baltimore Colts (1981) et les San Diego Chargers (1982)
- Plus grand nombre de retours de dégagement effectués en un match : 12 par les Philadelphia Eagles contre les Cleveland Browns (3 décembre 1950)

### Engagement
- Plus petit nombre de yards concédés sur retour d'engagement en une saison : 225 par les Brooklyn Dodgers (1943)
- Plus grand nombre de yards concédés sur retour d'engagement en une saison : 2 115 par les Saint-Louis Rams (1999)
- Plus grand nombre de touchdowns concédés sur retour d'engagement en une saison : 4 par les Minnesota Vikings (1998)

### Retours d'engagement
- Plus grand nombre de retours d'engagement effectués en une saison : 89 par les Cleveland Browns (1999)
- Plus petit nombre de retours d'engagement effectués en une saison : 17 par les New York Giants (1944)
- Plus grand nombre de retours d'engagement effectués en un match : 12 par les New York Giants contre les Washington Redskins (27 novembre 1966)